# Dicnida
Dicnida is een geslacht van neteldieren uit de familie van de Zancleopsidae.

## Soort
- Dicnida rigida Bouillon, 1978